# Ormosia fusiformis
Ormosia fusiformis is een tweevleugelige uit de familie steltmuggen (Limoniidae). De soort komt voor in het Nearctisch gebied.

## Ondersoorten
- Ormosia fusiformis fusiformis
- Ormosia fusiformis viduata Alexander, 1941